# Памятник Лисикрата
Памятник Лисикрата (Хорегический монумент Лисикрата, фонарь Диогена) — монумент в Афинах около Акрополя, воздвигнутый в 334 году до н. э.

## История
В древних Афинах представления в театре Диониса проходили на средства обеспеченных людей города, так называемых хорегов (спонсоров). Хорег, предоставивший средства для лучшего представления года, получал приз от городских властей.
Афинский богач Лисикрат, патрон многих театральных действий в театре Диониса, воздвиг памятник в честь победы спектакля, постановку которого он финансировал на Дионисиях 334 года до н. э. Он решил построить специальное здание, в котором был установлен приз.
Памятник представляет собой установленную на высоком пьедестале (подиуме) ротонду шестиметровой высоты с коринфскими колоннами, соединёнными закругленными мраморными плитами, отличающимися по оттенку камня. Капители колонн своеобразны и не имеют аналогов в других сохранившихся сооружениях. Над колоннами — фриз с сюжетом из жизни Диониса: превращением пиратов, похитивших бога, в дельфинов. Монумент шестиметровой высоты венчает каменный цветок аканфа, на котором стоял бронзовый треножник, награда за победу в театральном состязании на праздниках Диониса в Афинах. Треножник был связан с цветком бронзовыми цепями; он не дошёл до наших дней.
История Лисикрата и его приза является лишь первой страницей в длинной и богатой событиями «биографии» памятника. В 1669 году башня была куплена братией ордена капуцинов, основавших неподалёку свой монастырь в 1658 г. В 1821 году, во время Греческой войны за Независимость, монастырь был уничтожен, памятник Лисикрата сильно пострадал. В 1876—1887 памятник был восстановлен архитекторами Ф.Буланжером и Э.Ловайотом.

## Влияние на архитектуру
Самые известные английские версии монумента находятся в Стаффордшире, в саду Shugborough и парке Alton Towers, а также на башне церкви Святого Эгидия в Элгине.
В США — мемориал Гражданской войны в Коннектикуте. Копия монумента завершает многие здания стиля бозар.
Слепок находится в ГМИИ им. А.С. Пушкина в греческом дворике.

## Галерея

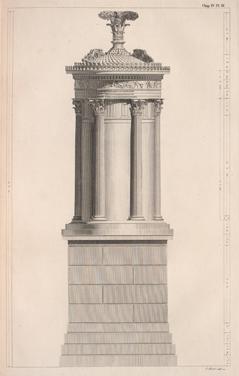
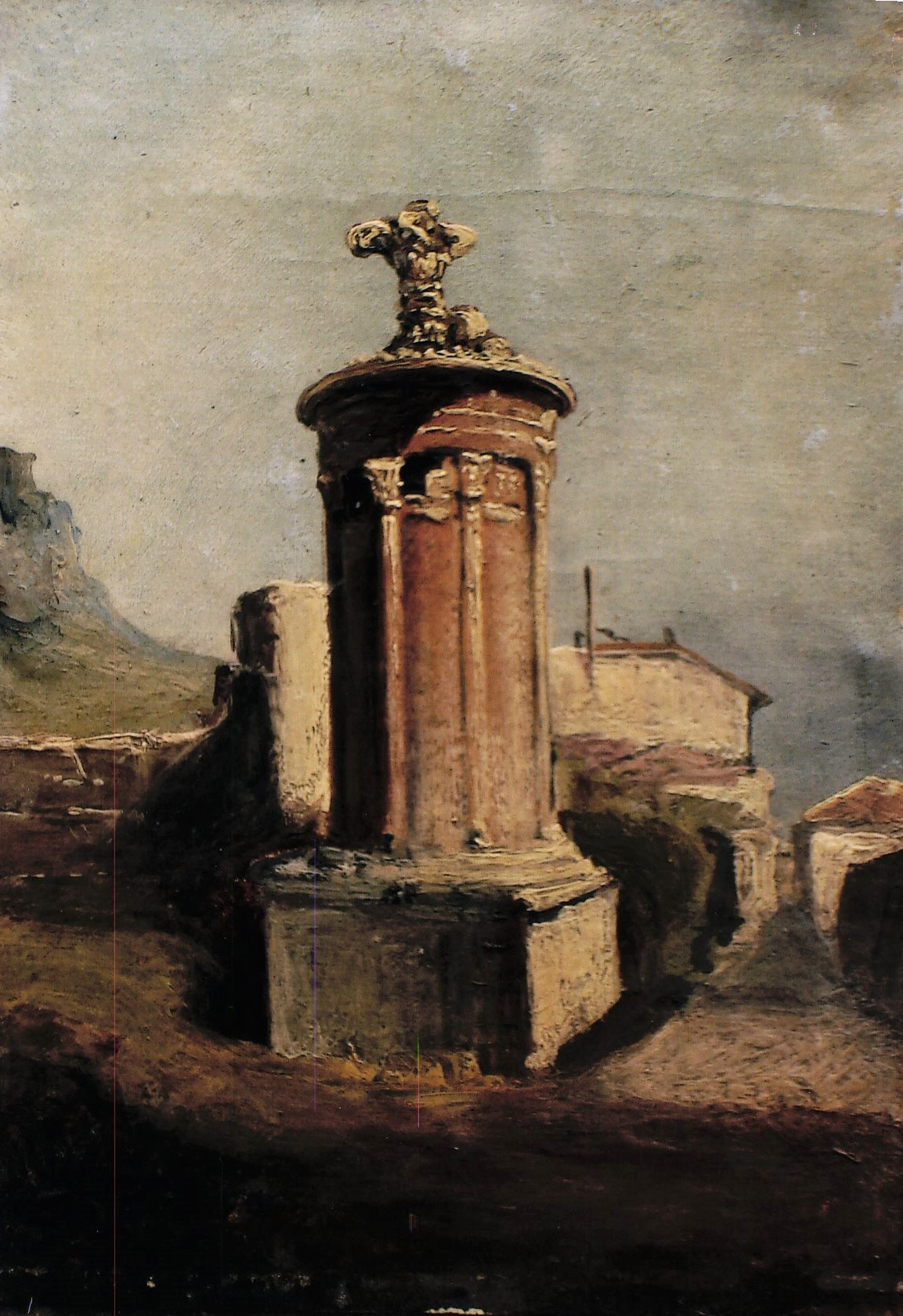
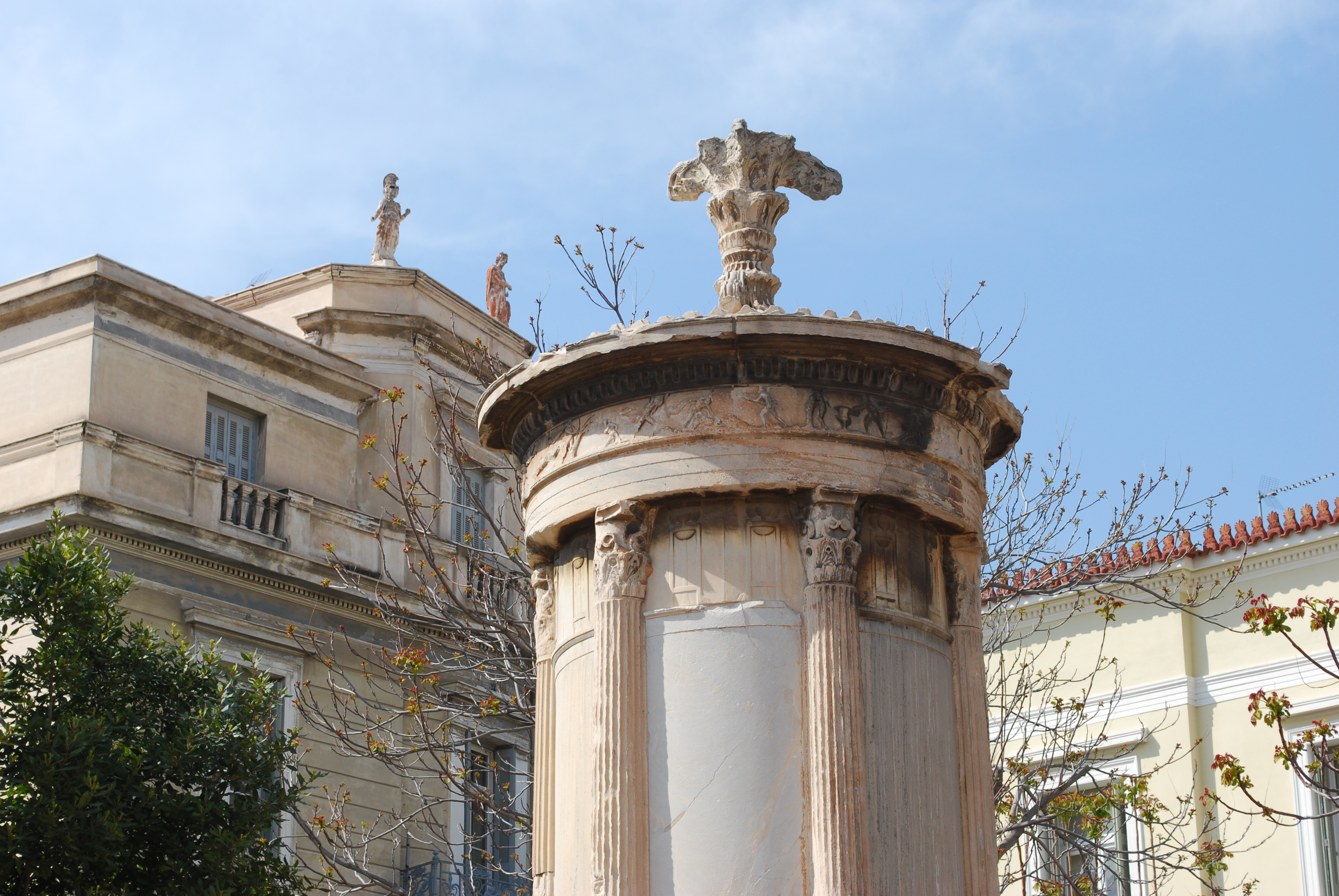
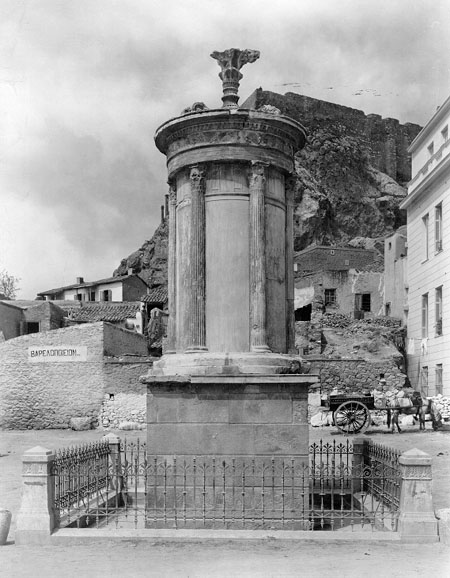
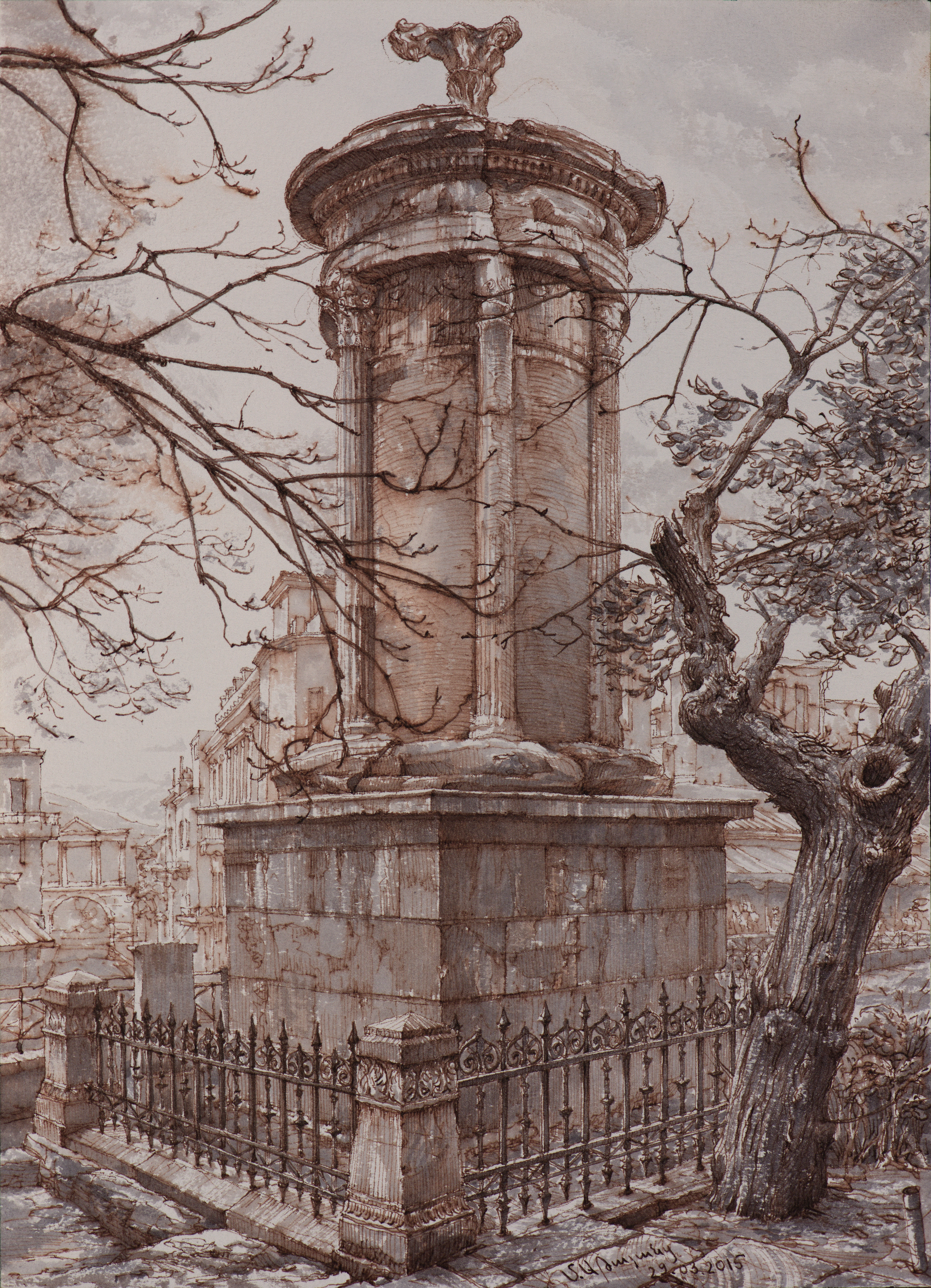